# ニアー・ノース・サイド
ニアー・ノース・サイド（Near North Side）は、イリノイ州シカゴのコミュニティ・エリアの1つでノース・サイドに位置している。名称はリンカーン・パークより。

## 地形
シカゴの中部に位置しており、北にはリンカーン・パーク、東にはミシガン湖、西にはウエスト・タウンとオースティン、南にループと接している。

## 区域
- カブリーニ＝グリーン
- ゴールド・コースト
- オールド・タウン
- グース・アイスランド
- リヴァー・ノース
- ストリーターヴィル
- マグニフィセント・マイル
- ワシントン・スクウェア
- コナーズ・パーク
- ソーノー

## 交通
シカゴ交通局（CTA）のレッド線、パープル線、ブラウン線が通っており、シカゴ駅、クラーク/ディビジョン駅、サッジウィック駅、ノース/クライボーン駅、ララビー駅、シラー駅、ディビジョン駅、オーク駅、グランド駅がある。